# Waldemar de Almeida Barbosa
Waldemar de Almeida Barbosa (Dores do Indaiá, 23 de outubro de 1907 - Belo Horizonte, 4 de dezembro de 2000) foi um professor e historiador brasileiro.
Foi autor de cerca de trinta livros e artigos sobre a História e a Geografia de Minas Gerais. Foi sócio do Instituto Histórico e Geográfico de Minas Gerais e do Instituto Histórico e Geográfico Brasileiro.

## Biografia
Nasceu em Dores do Indaiá, em 23 de outubro de 1907, sendo filho do major Eduardo José de Almeida e de Honorina de Almeida Barbosa.

### Academias e institutos históricos
É sócio do Instituto Histórico e Geográfico de Minas Gerais (tendo sido secretário-geral na instituição), de São Paulo, de Niterói, de São João del Rei, e do Instituto Histórico, Geográfico e Etnográfico Paranaense. Em 1976 foi eleito sócio correspondente do Instituto Histórico e Geográfico Brasileiro.
Também é membro das Academia Norte Rio-Grandense de Letras de Natal, Academia de Letras de Mossoró, Academia Marianense de Letras, Acadedemia de Letras de Divinópolis, Academia de Letras de São João del Rei, entre outras .

## Publicações
Publicou dezenas de artigos em jornais como O Estado de São Paulo e O Estado de Minas, e em revistas especializadas.

### Principais obras
- A Verdade sobre Tiradentes (1961)
- A Capitania de Minas Gerais. edição comemorativa do 250° aniversário da Capitania (1970)
- Dicionário Histórico-Geográfico de Minas Gerais (1971)
- Minas e a Independência (1972)
- Negros e quilombos em Minas Gerais (1972)
- História de Minas (1978)
- O Aleijadinho de Vila Rica (1985)
- Dicionário da Terra e da Gente de Minas (1985).[1][2]

## Prêmios e honrarias

### Prêmios literários
1960 - recebeu o Prêmio João Ribeiro pela obra Nomenclatura Gramatical Brasileira.
1964 - recebeu o Prêmio Sílvio Romero com o trabalho O Congado no Oeste Mineiro.
1970 - recebeu o 1º lugar no Prêmio de Literatura Cidade de Belo Horizonte – setor de Erudição – com o livro Negros e Quilombos em Minas Gerais.
1976 - conquistou os dois primeiros lugares do Prêmio Poder Legislativo com seus trabalhos: A Câmara dos Deputados como Fator da Unidade Nacional e A Câmara dos Deputados e o Sistema de Governo Parlamentar no Brasil.

### Honrarias
Recebeu, do governo de Minas Gerais: a medalha cidade de Tiradentes, a insígina e a grande medalha da Inconfidência, a medalha Santos Dumont e a medalha do Sesquicentenário de Diamantina.
Ademais, recebeu o Colar de Pedro I, do governo de São Paulo, e a medalha Dr. Peter Lund, pela prefeitura municipal de Lagoa Santa.

### Homenagens
Uma das príncipais praças de Dores do Indaiá, recebeu o nome de Praça Waldemar de Almeida Barbosa, em sua homenagem. No local acontecem diversos atos cívicos como as comemorações da Independência do Brasil, em setembro, e o aniversário da cidade, em outubro.
Sua trajetória foi objeto para a biografia Waldemar de Almeida Barbosa: o historiador (2008), escrita por Ozório José Araújo do Couto.